# Zalophus
Zalophus är ett släkte av däggdjur som ingår i familjen öronsälar.

## Systematik
Arterna räknades tidigare som underart till kaliforniskt sjölejon men de godkänns numera som självständiga arter.
Kladogram enligt Catalogue of Life:
| Zalophus | \| \| Kaliforniskt sjölejon (Zalophus californianus) \| \| \| \| \| \| Japanskt sjölejon (Zalophus japonicus) \| \| \| \| \| \| Galapagossjölejon (Zalophus wollebaeki) \| \| \| \| |
|          | \| \| Kaliforniskt sjölejon (Zalophus californianus) \| \| \| \| \| \| Japanskt sjölejon (Zalophus japonicus) \| \| \| \| \| \| Galapagossjölejon (Zalophus wollebaeki) \| \| \| \| |
|          | Arctocephalus |
|          | |
|          | Callorhinus |
|          | |
|          | Eumetopias |
|          | |
|          | Neophoca |
|          | |
|          | Otaria |
|          | |
|          | Phocarctos |
|          | |
|          | Kaliforniskt sjölejon (Zalophus californianus) |
|          | |
|          | Japanskt sjölejon (Zalophus japonicus) |
|          | |
|          | Galapagossjölejon (Zalophus wollebaeki) |
|          | |

|  | Kaliforniskt sjölejon (Zalophus californianus) |
|  |                                                |
|  | Japanskt sjölejon (Zalophus japonicus)         |
|  |                                                |
|  | Galapagossjölejon (Zalophus wollebaeki)        |
|  |                                                |

## Utseende
Hos dessa öronsälar förekommer en tydlig könsdimorfism. Hanar är med en kroppslängd av 2 till 2,5 m och en vikt av 200 till 400 kg större än honor som når en längd av 1,5 till 2 m. Honor väger bara 50 till 110 kg.

## Ekologi
Individerna vistas vanligen nära kusten och de iakttas sällan längre bort än 15 km från landet. Längre vandringar längs kusten är däremot inte ovanliga. Den kaliforniska arten kan vara aktiv på dagen och på natten medan arten på Galápagosöarna föredrar morgonen och kvällen. Honor med ungar från Galapagos hämtar sin föda däremot under natten.
När de simmar och letar efter föda kan de dyka upp till 500 gångar under utflykten. De dyker vanligen till 35 meters djup men når ibland 250 meters djup (rekordet från 1989 är 274 meter). Födan utgörs främst av bläckfiskar och små fiskar.
Under parningstiden strider hanar om bra platser i kolonien som ger möjlighet att para sig med många honor. Honor föder sina ungar från förra året och är tre veckor senare brunstiga. Troligen vilar det befruktade ägget upp till tre månader och den egentliga dräktighetstiden uppskattas därför med elva månader. På Galapagos föds ungarna mellan juni och mars, främst mellan augusti och oktober. Hos den kaliforniska arten sker födslar bara i maj och juni. Vanligen har en hona bara ett ungdjur per kull. Ungarna börjar efter fem månader med fast föda men honan slutar först efter 11 till 12 månader med digivning. Könsmognaden infaller efter 6 till 8 år hos honor och efter ungefär 9 år hos hanar.

## Status
Det japanska sjölejonet dog ut under senare hälften av 1900-talet. Galapagossjölejonet listas av IUCN som starkt hotad (EN) och det kaliforniska sjölejonet listas som livskraftig (LC).